# Marignac-en-Diois
Marignac-en-Diois é uma comuna francesa na região administrativa de Auvérnia-Ródano-Alpes, no departamento de Drôme. Estende-se por uma área de 18,26 km². Em 2010 a comuna tinha 226 habitantes (densidade: 12,4 hab./km²).